# La sentència (pel·lícula de 2022)
La sentència (títol original en alemany, Schächten) és una pel·lícula dramàtica austríaca del 2022 dirigida per Thomas Roth i protagonitzada per Jeff Wilbusch, Paulus Manker, Miriam Fussenegger, Christian Berkel, Georg Friedrich i Julia Stemberger. L'estrena de la pel·lícula drama va ser el 30 de juliol de 2022 com a part del Festival de Cinema Jueu de San Francisco. La pel·lícula es va estrenar a Àustria el 2 de desembre de 2022 als cinemes i va registrar un total de 6.171 espectadors. S'ha doblat i subtitulat al català.